# 佩雷維茲 (基輔州)
50°14′33″N 30°0′11″E / 50.24250°N 30.00306°E

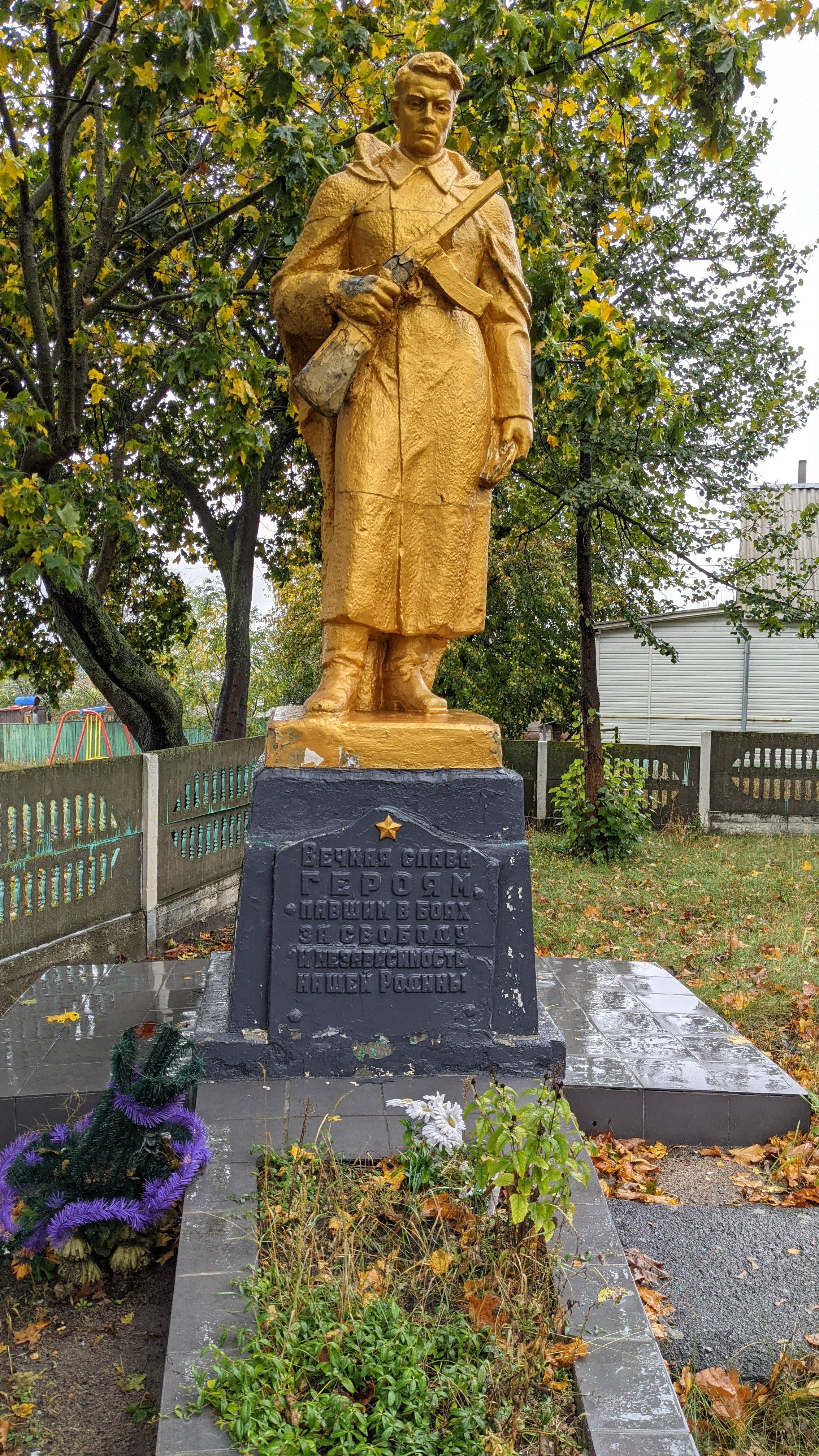
烈士墓

佩雷維茲（烏克蘭語：Перевіз）是位於烏克蘭北部的村莊，由基辅州法斯蒂夫區的博亞爾卡市鎮負責管轄。該村面積8.19平方公里，海拔高度149米，2001年人口340，人口密度每平方公里41.5人。